# Doriganj
Doriganj est une ville indienne, du district de Saran, dans l'État du Bihar.